# Han Kulker
Johannes Nicolaas Maria Kulker, detto Han (Leidschendam, 15 agosto 1959), è un ex mezzofondista olandese.

## Palmarès
| Anno | Manifestazione  | Sede         | Evento       | Risultato | Prestazione | Note |
| ---- | --------------- | ------------ | ------------ | --------- | ----------- | ---- |
| 1986 | Europei indoor  | Madrid       | 1500 m piani | Bronzo    | 3'46"46     |      |
| 1986 | Europei         | Stoccarda    | 1500 m piani | Bronzo    | 3'42"11     |      |
| 1987 | Europei indoor  | Liévin       | 1500 m piani | Oro       | 3'44"79     |      |
| 1987 | Mondiali indoor | Indianapolis | 1500 m piani | Bronzo    | 3'39"51     |      |
| 1987 | Mondiali        | Roma         | 1500 m piani | 9º        | 3'42"16     |      |
| 1988 | Giochi olimpici | Seul         | 1500 m piani | 6ª        | 3'37”08     |      |
| 1989 | Europei indoor  | L'Aia        | 1500 m piani | Argento   | 3'47"57     |      |